# 多瑙河畔马尔巴赫
多瑙河畔马尔巴赫是奥地利下奥地利州梅尔克县的一个市镇。总面积10.65平方公里，总人口1660人，人口密度155.9人/平方公里（2005年）。